# Championnat du monde de hockey sur glace
Ne doit pas être confondu avec Coupe du monde de hockey sur glace.
Navigation
- 1920
- 1924
- 1928
- 1930
- 1931
- 1932
- 1933
- 1934
- 1935
- 1936
- 1937
- 1938
- 1939
- 1947
- 1948
- 1949
- 1950
- 1951
- 1952
- 1953
- 1954
- 1955
- 1956
- 1957
- 1958
- 1959
- 1960
- 1961
- 1962
- 1963
- 1964
- 1965
- 1966
- 1967
- 1968
- 1969
- 1970
- 1971
- 1972
- 1973
- 1974
- 1975
- 1976
- 1977
- 1978
- 1979
- 1980
- 1981
- 1982
- 1983
- 1984
- 1985
- 1986
- 1987
- 1988
- 1989
- 1990
- 1991
- 1992
- 1993
- 1994
- 1995
- 1996
- 1997
- 1998
- 1999
- 2000
- 2001
- 2002
- 2003
- 2004
- 2005
- 2006
- 2007
- 2008
- 2009
- 2010
- 2011
- 2012
- 2013
- 2014
- 2015
- 2016
- 2017
- 2018
- 2019
- 2020
- 2021
- 2022
- 2023
- 2024

Le championnat du monde de hockey sur glace est une compétition de hockey sur glace de la Fédération internationale de hockey sur glace (IIHF) organisée depuis 1920, à ne pas confondre avec la Coupe du monde qui se joue les règles de la Ligue nationale de hockey.
Ce championnat du monde a lieu chaque année au mois de mai. Toutefois, comme les dates coïncident avec le début des séries éliminatoires de la LNH, seuls les joueurs n’évoluant pas en LNH, ainsi que ceux dont l’équipe a été éliminée ou ne participe pas aux séries, peuvent être sélectionnés pour représenter leur pays.

## Historique

### Origines de la compétition

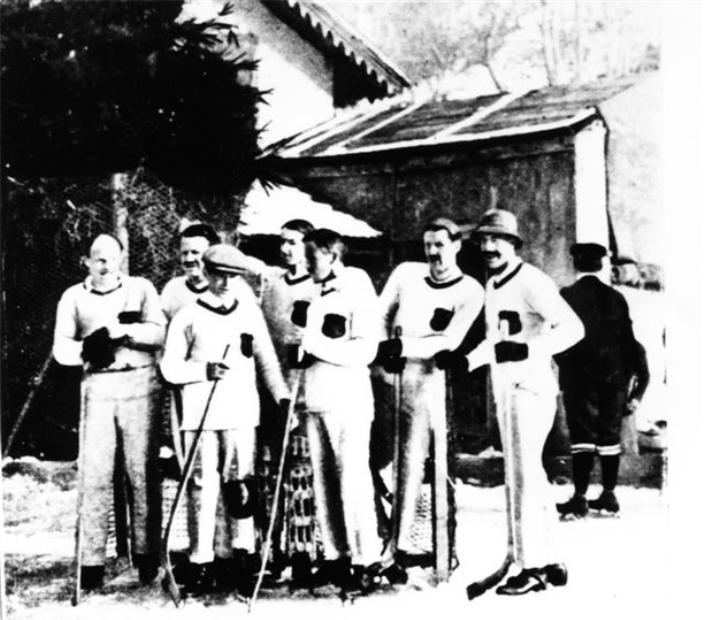
L'équipe de Grande-Bretagne, vainqueur du premier Championnat d'Europe en 1910.

La Fédération internationale de hockey sur glace (IIHF), la fédération sportive régulant le hockey sur glace au niveau international, est créée sous l'impulsion de Louis Magnus le 15 mai 1908 à Paris en France sous le nom de Ligue internationale de hockey sur glace. En 1908, le hockey organisé est encore relativement nouveau. La première rencontre organisée a lieu le 3 mars 1875 au Victoria Skating Rink de Montréal. En 1887, quatre équipes de Montréal forment l'Association de hockey amateur du Canada (AHAC) et mettent en place un calendrier de rencontres. En 1893, Lord Stanley fait donation de la Coupe Stanley. Celle-ci est remise pour la première fois au AAA de Montréal, champion de l'AHAC, avant d'être contestée au cours de défis lancés par des clubs approuvés par les administrateurs du trophée. En 1905, l'Eastern Canada Amateur Hockey Association (ECAHA) est formée, celle-ci mélangeant joueurs amateurs et professionnels au sein de ses équipes. Sa dissolution en 1909 entraîne la formation de l'Association nationale de hockey. La professionnalisation du sport continue, la Ligue nationale de hockey (LNH), la plus importante ligue professionnelle du monde, voyant le jour en 1917.
En Europe, le hockey commence à se développer à partir de 1897 avec les premières véritables rencontres jouées en 1902. Un an plus tard, une ligue de cinq équipes, la première du continent, est établie au Royaume-Uni sous la direction de B.M. « Peter » Patton. Le premier tournoi international se tient à Berlin en Allemagne en novembre 1908. Le Championnat d'Europe, prédécesseur du Championnat du monde, est le premier tournoi officiel destiné aux équipes nationales. Il est organisé pour la première fois en janvier 1910 aux Avants en Suisse. La Grande-Bretagne remporte le titre aux dépens de l'Allemagne, de la Belgique et du pays hôte,. Le Championnat est organisé cinq années consécutives avant d'être suspendu en raison de la Première Guerre mondiale.

### Débuts olympiques (1920-1928)

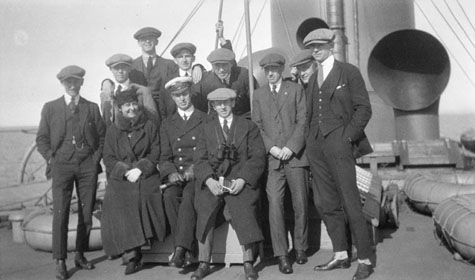
Les Falcons de Winnipeg, représentant le Canada, remportent le premier tournoi olympique en 1920.

En 1920, lors des Jeux olympiques d'été d'Anvers, se tient le premier tournoi olympique de hockey sur glace. Celui-ci oppose pour la première fois des sélections nord-américaines aux Européens en compétition officielle. Organisé sous la direction d'un comité comprenant entre autres Paul Loicq, futur président de l'IIHF, il a lieu du 23 au 29 avril. Sept équipes y participent : le Canada, la Belgique, les États-Unis, la France, la Suède, la Suisse et la Tchécoslovaquie. Les Canadiens, représentés par les Falcons de Winnipeg, remportent l'or, dominant leurs adversaires 29-1 sur l'ensemble de leurs trois parties jouées. Les États-Unis et la Tchécoslovaquie s'adjugent respectivement les médailles d'argent et de bronze. En 1983, l'IIHF décide de reconnaitre ce tournoi comme le premier Championnat du monde officiel.
Lors du congrès de l'IIHF qui a lieu à l'occasion des Jeux d'Anvers, la Suède se voit confier l'organisation d'un Championnat du monde pour l'année suivante mais seule la Tchécoslovaquie se présente, réduisant à une partie l'événement reclassé en Championnat d'Europe. Décidé lors du Congrès olympique de 1921 tenu à Lausanne en Suisse, les premiers Jeux olympiques d'hiver sont organisés à Chamonix en France, bien qu'ils ne soient reconnus comme tel par le Comité international olympique (CIO) que l'année suivante. L'année précédente, l'IIHF décide de classer le tournoi de Chamonix comme Championnat du monde. Par la suite, chaque tournoi olympique jusqu'aux Jeux olympiques d'hiver de 1968 comptera également comme Championnat du monde. Mené par Harry Watson, auteur de 36 buts, le Canada remporte la médaille d'or, devançant les Américains et les Britanniques. Ils confirment quatre ans plus tard, la Suède et la Suisse montant quant à elles pour la première fois sur le podium d'un tournoi mondial.

### Domination canadienne (1930-1953)

#### Premiers Championnats séparés (1930-1939)

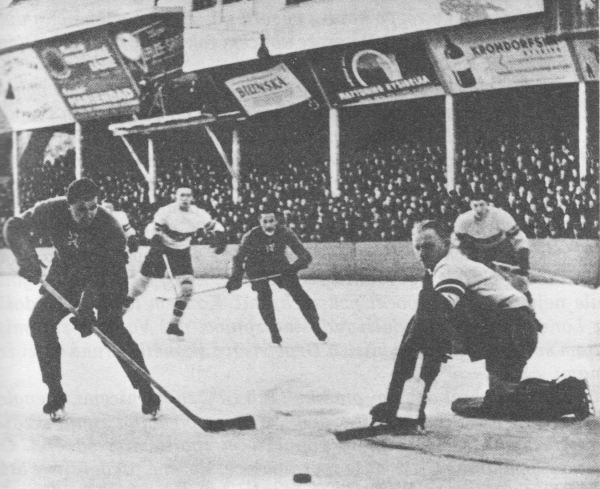
Rencontre entre la Tchécoslovaquie et l'Allemagne lors du Championnat du monde 1938.

Lors du Congrès de Budapest en 1929, l'IIHF met en place un Championnat du monde annuel à partir de l'année suivante, remplaçant le Championnat d'Europe existant. Le titre continental est alors attribué à la meilleure équipe européenne du tournoi mondial, une pratique conservée jusqu'en 1991. Ce premier tournoi mondial organisé en dehors des Jeux se tient en février 1930. Prévu à Chamonix, certaines parties sont finalement relocalisées en raison d'un climat trop doux à Vienne en Autriche et à Berlin en Allemagne. Représenté par les CCM de Toronto, le Canada gagne le titre aux dépens de l'Allemagne tandis que la Suisse prend la troisième place,. Ce tournoi voit également la première participation d'une équipe asiatique, le Japon. Les Canadiens poursuivent leur domination en s'adjugeant l'or en 1931 et 1932. Lors du Championnat du monde 1933 à Prague en Tchécoslovaquie, les États-Unis, entraîné par Walter Brown, infligent en finale la première défaite en compétition des sextuples tenants du titre, devenant ainsi la première équipe non-canadienne à remporter le Championnat. Cette médaille d'or reste depuis la seule gagnée par les Américains en dehors de tournois olympiques. Les Canadiens récupèrent la couronne mondiale en 1934 et 1935.
Deux jours avant le débuts Jeux d'hiver de 1936 à Garmisch-Partenkirchen en Allemagne, les dirigeants canadiens protestent que deux joueurs de la sélection britannique, James Foster et Alex Archer, ont évolué au Canada mais sont partis jouer dans l'English National League sans permission. L'IIHF supporte la position canadienne mais la Grande-Bretagne menace de se retirer s'ils ne peuvent évoluer avec leurs deux joueurs. Les Canadiens retirent finalement leur plainte avant le début des Jeux. Invaincue au cours du tournoi, la Grande-Bretagne devient la première équipe non-canadienne à remporter l'or olympique et la première équipe européenne à gagner un tournoi mondial, devançant Canadiens et Américains sur le podium,. Le Canada gagne le reste des Championnats de la décennie. Le 1939 voit la première participation de la Finlande. La Seconde Guerre mondiale entraîne l'annulation des Jeux olympiques d'hiver de 1940 et de 1944 ainsi que du Championnat du monde jusqu'en 1946.

#### La Tchécoslovaquie, un concurrent coupé en plein vol (1947-1953)

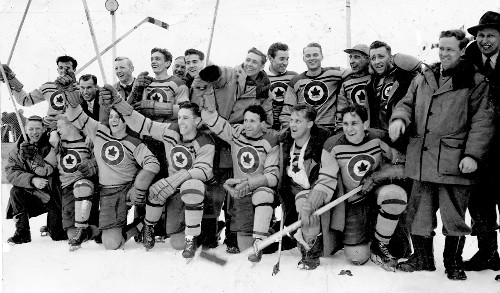
Les Canadiens remportent le premier tournoi olympique d'après-guerre.

Après la guerre, l'équipe de Tchécoslovaquie devient plus compétitive. Elle remporte à domicile en 1947 le premier Championnat d'après-guerre en l'absence des Canadiens qui ne sont pas engagés en raison d'une dispute sur la définition de l'amateurisme alors prévalant sur la scène internationale. Avant le début des Jeux d'hiver de 1948 à Saint-Moritz, un conflit entre deux organisations régissant le hockey amateur aux États-Unis, l'Amateur Athletic Union (AAU) et l'Amateur Hockey Association (AHA), atteint son sommet. L'AAU, soutenue par le Comité olympique américain et son président Avery Brundage, accuse l'AHA, qui a pris la place d l'AAU au sein de l'IIHF l'année précédente, de payer ouvertement ses joueurs alors que les Jeux sont strictement réservés à l'époque aux amateurs. Un compromis est éventuellement trouvé permettant à l'équipe de l'AHA de participer de manière non officielle et donc ne pouvant prétendre à une médaille. À la fin du tournoi, les Américains se classent quatrième, un résultat maintenu dans le cadre du Championnat du monde. De leur côté, la Tchécoslovaquie et le Canada terminent à égalité avec sept victoires et un nul chacun. Le titre est alors déterminé par la moyenne de buts: les Nord-Américains l'emportent avec une moyenne de 13,8 contre 4,4 aux Tchécoslovaques. Ces derniers prennent leur revanche l'année suivante et deviennent la troisième équipe à s'adjuger le titre mondial en présence des Canadiens malgré la perte de plusieurs joueurs lors d'un accident d'avion en novembre 1948. Le tournoi est également marqué par le score le plus large de l'histoire de la compétition, un cinglant 47-0 infligé par les Canadiens aux néophytes danois.

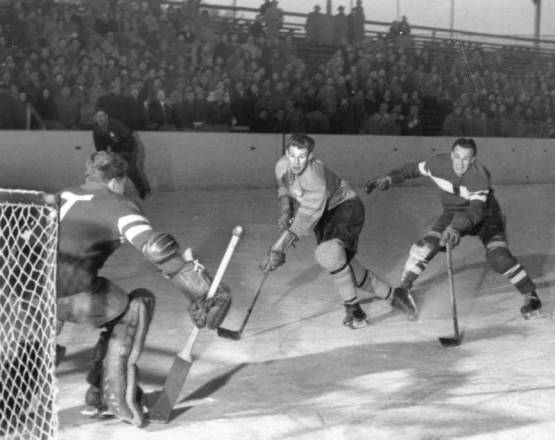
La Suède, ici face à l'Allemagne de l'Ouest, gagne son premier Championnat du monde en 1953 lors d'un tournoi réduit à trois équipes.

Les Tchécoslovaques ne peuvent cependant défendre leur titre en 1950 à Londres. Les autorités de leur pays les empêchent de participer, craignant de nouvelles défections à l'image de la vedette Jaroslav Drobný. Les Canadiens, représentés par les Mercurys d'Edmonton, reprennent la couronne mondiale. Le Championnat du monde 1951, gagné par le Canada, voit une nouveauté. Les équipes sont partagées en deux groupes, le premier rassemblant les meilleures équipes pour le titre tandis que les moins fortes sont placées dans le second pour le classement. Aux Jeux olympiques de 1952 à Oslo en Norvège, le Canada remporte sa sixième médaille d'or olympique en sept tournois, la dernière pour les 50 années à venir. Exaspéré par le jeu violent des équipes nord-américaines à Oslo, le président de l'IIHF Fritz Kraatz déclare ne plus vouloir les voir. Les deux équipes décident alors de ne pas se rendre au Championnat du monde 1953 organisé en Suisse, le pays de Kraatz. Le tournoi élite réduit à quatre équipes se voit amputer durant son cours de la Tchécoslovaquie, rentrée au pays à la suite du décès de son président Klement Gottwald. La Suède remporte dans ces conditions son premier titre mondial face aux équipes ouest-allemande et suisse.

### Débuts de l'ère moderne du hockey international (1954-1962)

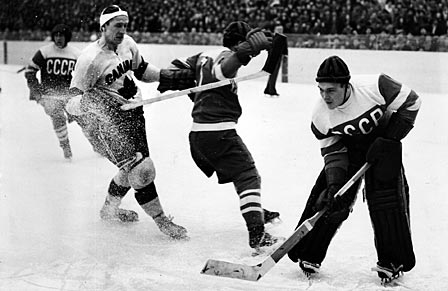
L'Union soviétique bat le Canada et remporte le Championnat du monde dès sa première participation en 1954.

Le Championnat du monde 1954 est décrit par l'IIHF comme « le début de l'ère moderne du hockey international ». L'Union soviétique participe pour la première fois à une compétition internationale. Les Soviétiques pratiquent le hockey depuis l'établissement d'un championnat national en 1946, s'étant jusqu'alors concentrés sur le Bandy,. Dirigés par Arkadi Tchernychiov et menés par Vsevolod Bobrov, les Soviétiques restent invaincus lors de leurs six premières parties avant d'affronter pour la première fois le Canada, également sans défaite. L'équipe néophyte remporte la rencontre sur la marque de 7-2 et devient la sixième équipe championne de monde. Un an plus tard, les deux équipes se retrouvent de nouveau pour la dernière partie du tournoi, décisive pour le titre. Habituellement peu intéressé par cette compétition, la rencontre attire l'attention du public et de la presse canadienne, Foster Hewitt faisant le voyage en Allemagne pour commenter la rencontre. Les Canadiens, représentés par les Vees de Pendicton, s'imposent 5-0 et reprennent la couronne mondiale,. Aux Jeux olympiques de 1956 à Cortina d'Ampezzo en Italie, le Canada s'incline face à l'Union soviétique et aux États-Unis et se contente de la médaille de bronze. Les Soviétiques remportent toutes leurs parties et gagnent leur première médaille d'or olympique,.

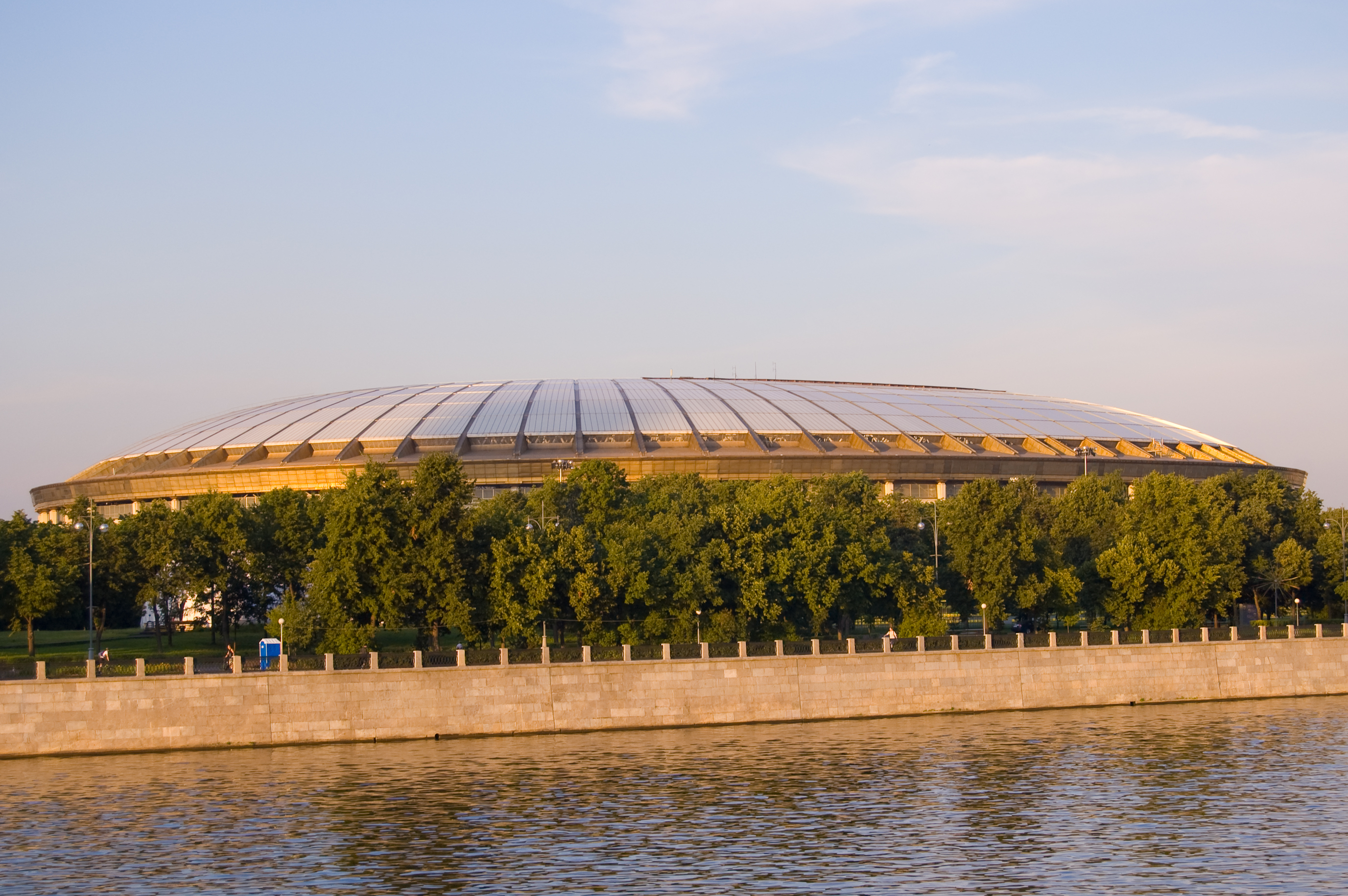
Le Stade central Lénine, aujourd'hui Stade Loujniki (ici en 2009), accueille la dernière partie du Championnat du monde 1957, établissant un record du monde d'affluence au hockey qui tient jusqu'en 2001.

Le Championnat 1957 se déroule à Moscou en Union soviétique. Le Canada et les États-Unis ainsi que plusieurs pays européens ne s'y rendent pas en réaction à l'occupation soviétique de la Hongrie suivant la Révolution de 1956. La plupart des parties sont jouées au Palais des sports Loujniki mais les autorités locales décident d'organiser l'ultime rencontre au Stade central Lénine, un stade de football situé à proximité. Le match est suivi par 55 000 spectateurs, établissant alors un record du monde d'affluence pour une rencontre de hockey pour plus de 40 ans. Emmenés par Sven « Tumba » Johansson, les Suédois tiennent les hôtes en échec pour un résultat nul et remportent leur second titre mondial avec un point d'avance sur leurs adversaires. Les Canadiens reviennent à la compétition l'année suivante et remportent le titre avec un effectif comprenant Sid Smith, triple vainqueur de la Coupe Stanley, et Harry Sinden. Meilleur pointeur du tournoi, leur coéquipier Connie Broden finit par la suite la saison avec les Canadiens de Montréal et gagne avec eux la Coupe Stanley, devenant le seul joueur de l'histoire à remporter les deux compétitions la même année,. Aux Jeux olympiques de 1960 à Squaw Valley aux États-Unis, le Canada, l'Union soviétique, la Suède et la Tchécoslovaquie se présentent en tant que favoris pour le podium. Ils sont cependant tous battus par les Américains qui remportent leur premier titre olympique.
En 1961, la Tchécoslovaquie bat l'URSS et fait match nul avec le Canada, mettant les trois équipes en position de remporter l'or avant la dernière journée. Représentés par les Smoke Eaters de Trail, les Canadiens dominent les Soviétiques lors de l'ultime partie et s'adjugent leur 19e titre mondial. Le titre de 1961 sera le dernier gagné par l'équipe à la feuille d'érable pour les 33 années à venir. Le Championnat 1961 est également l'occasion de la mise en place pour la première fois d'un troisième niveau mondial, dans lequel concourt pour la première fois une sélection africaine, l'Afrique du Sud. En 1962, le Championnat est organisé pour la première fois sur le sol nord-américain en dehors d'un contexte olympique, se déroulant à Denver au Colorado. Les autorités américaines refusent d'accorder un visa à la sélection est-allemande en réaction à la construction du Mur de Berlin l'année précédente, entraînant le boycott de l'Union soviétique et de la Tchécoslovaquie. La Suède s'impose pour la première fois face au Canada en compétition et s'adjuge son troisième titre mondial.

### Hégémonie soviétique (1963-1976)

#### L'«armée rouge» sans partage (1963-1969)

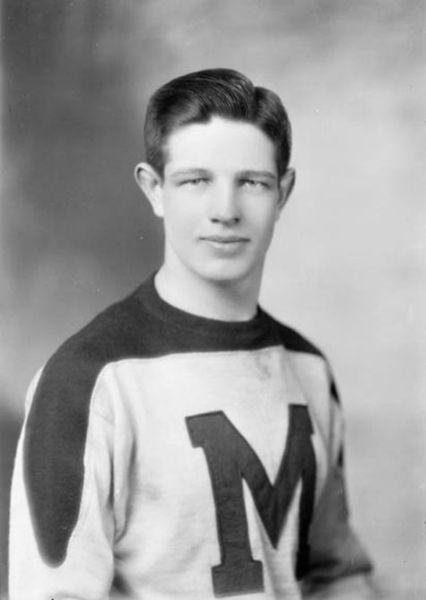
Le Père David Bauer (ici en 1944) est à l'origine de la mise en place d'une véritable sélection canadienne.

L'Union soviétique remporte le Championnat du monde 1963 à Stockholm en Suède à la différence de buts avec le pays hôte, marquant le début d'une série de neuf titres consécutifs. Le Canada, de nouveau représenté par les Smoke Eaters, manque pour la première fois de repartir avec une médaille. Habitué à engager le vainqueur de la Coupe Allan de champion amateur du pays, le Canada ne rivalise plus avec les meilleurs Européens. Un programme d'équipe nationale est alors mis en place sous la direction du Père David Bauer en vue des Jeux olympiques de l'année suivante. Aux Jeux d'Innsbruck, les Soviétiques gagnent la médaille d'or avec un bilan de sept victoires en autant de parties. Le Canada, la Suède et la Tchécoslovaquie terminent à égalité avec cinq victoires et deux défaites chacun. Dans un premier temps, seules les rencontres entre les quatre premiers devaient être prises en compte pour les départager, donnant le bronze aux Nord-Américains devant les Tchécoslovaques. Cependant, le comité directeur du tournoi décide peu de temps avant la fin des rencontres de tenir compte de tous les matchs. Cette décision place les Tchécoslovaques en troisième position avec une différence de buts de +19 contre +15 pour les hommes de Bauer. En avril 2005, l'IIHF admet qu'une erreur a été commise et, ayant réviser la décision, compte décerner la médaille de bronze du Championnat du monde aux Canadiens. Ces derniers réclament que la médaille soit olympique. L'IIHF finalement revient sur sa décision puis rejette en septembre 2005 l'appel interjeté par Hockey Canada.
L'Union soviétique domine le reste des années 1960. Après le Championnat 1963, l'équipe au maillot rouge frappé du CCCP reste invaincue en compétition officielle pendant cinq ans. La série est interrompue par la Tchécoslovaquie lors des Jeux de 1968. Malgré cette défaite, l'URSS conserve son titre olympique. En 1969, la Tchécoslovaquie et l'Union soviétique disputent les « parties les plus chargées émotionnellement de l'histoire du hockey international ». L'organisation du tournoi avait été donnée aux Tchécoslovaques. Mais ils sont forcés d'y renoncer suivant l'invasion du pays en août 1968 par les troupes du Pacte de Varsovie, menées par les Soviétiques, en réaction au Printemps de Prague. Le Championnat est alors organisé à Stockholm. Dans ces conditions de tensions internationales, les Tchécoslovaques sont déterminés à battre les Soviétiques. Ils remportent leur double confrontation sur les marques de 2-0 puis 4-3. Mais, battus par la Suède à deux reprises, ils doivent se contenter de la troisième place tandis que l'URSS rajoute un nouveau titre à son palmarès,.

#### Retrait canadien de la scène internationale (1970-1976)

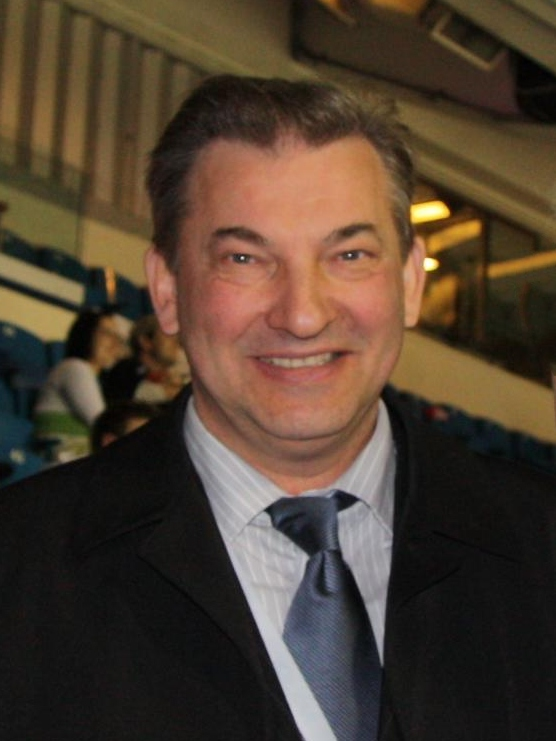
Vladislav Tretiak (ici en 2008) est l'un des joueurs vedettes de la sélection soviétique durant les années 1970.

Alors que les équipes européennes composées de joueurs en apparence amateurs continuent de s'améliorer, l'Association canadienne de hockey amateur considère que ses joueurs amateurs ne peuvent être compétitifs et pousse pour la possibilité de sélectionner des joueurs professionnels. À son congrès de 1969, l'IIHF permet au Canada d'utiliser neuf joueurs professionnels n'évoluant pas en LNH au Championnat du monde 1970. Les droits d'organisation du tournoi sont également attribués au Canada pour la première fois, avec Winnipeg et Montréal comme villes hôtes. Mais Le président du CIO Avery Brungage est opposé à l'idée de compétitions rassemblant amateurs et professionnels et déclare que le statut du hockey en tant que sport olympique serait remis en cause si la décision était appliquée. La décision sur l'usage de joueurs professionnels est inversée en janvier 1970. En réaction, les Canadiens se retirent des compétitions internationales et ne participent pas aux deux olympiades suivantes. De plus, ils renoncent à accueillir le Championnat, Stockholm servant de solution de rechange pour la seconde fois consécutive,.
Comprenant le gardien Vladislav Tretiak et les attaquants Valeri Kharlamov, Aleksandr Iakouchev, Vladimir Petrov et Boris Mikhaïlov, les Soviétiques continuent leur domination avec leurs victoires en 1970 et 1971 ainsi qu'aux Jeux olympiques de 1972. Mais les Jeux ne font plus office de Championnat du monde à la suite d'une décision prise par le congrès de l'IIHF en 1970 et, pour la première fois, le tournoi mondial est organisé séparément la même année. À domicile, la Tchécoslovaquie met fin au règne soviétique et remporte son premier titre depuis 1949. Cependant, l'URSS retrouve rapidement ses habitudes et s'impose lors des trois Championnats suivants. Mais, au cours du Championnat 1974, elle enregistre l'une des plus lourdes défaites en compétition en s'inclinant 7-2 face aux Tchécoslovaques. Le tournoi est également marqué par les premiers cas de dopage de la compétition avec les contrôles positifs à l'éphédrine du Suédois Ulf Nilsson et du Finlandais Stig Wetzell. En 1976, le Championnat se déroule à Katowice en Pologne. Lors du premier jour de compétition, l'équipe hôte crée la sensation en battant sur la marque de 6-4 les tenants du titre, grâce entre autres à un triplé de Wiesław Jobczyk et une grande performance du gardien Andrzej Tkacz. Il s'agit d'un des résultats les plus surprenants de l'histoire du hockey international : deux mois auparavant, les Polonais s’étaient inclinés 16-1 face aux Soviétiques durant les Jeux olympiques de 1976. L'URSS perd deux nouvelles fois par la suite et termine deuxième, la Tchécoslovaquie reprenant le titre mondial. Malgré ce résultat, la Pologne termine septième et est reléguée dans le Groupe B, le second échelon mondial.

### Fin de l'ère soviétique (1977-1992)

#### Ouverture aux joueurs professionnels (1977)
En 1975, Günther Sabetzki devient président de l'IIHF et a pour objectif de résoudre le différend avec les Canadiens. L'IIHF ouvre le Championnat du monde aux professionnels et repousse le tournoi plus tard dans la saison afin de permettre aux joueurs non engagés dans les séries de la LNH d'y participer. Cet arrangement ne s'étend cependant pas aux Jeux olympiques en raison de la non-volonté de la LNH de suspendre ses activités en milieu de saison et la politique du CIO de ne permettre seulement aux amateurs d'y participer. L'IIHF accepte également de soutenir la Coupe Canada, une compétition opposant les meilleurs joueurs des principaux pays de hockey, quel que soit leur statut.
Le Championnat 1976 est le premier à comprendre des professionnels, bien que seul les États-Unis font usage de la règle en retenant sept joueurs des North Stars du Minnesota de la LNH et des Fighting Saints du Minnesota de l'Association mondiale de hockey (AMH). Le premier Championnat du monde entièrement ouvert aux professionnels se tient en 1977 à Vienne en Autriche. Il voit la première participation de joueurs canadiens actifs en LNH, parmi lesquels Phil Esposito, deux fois récipiendaire du trophée Hart du meilleur joueur de la ligue. La Suède et la Finlande renforcent également leurs effectifs avec quelques joueurs des ligues majeures nord-américaines. Bon nombre de joueurs canadiens ne sont pas préparés pour le tournoi et sont peu familiers avec les règlements internationaux. Particulièrement indisciplinée, l'équipe à la feuille d'érable termine quatrième, enregistrant entre autres deux défaites sur le score combiné de 19-2 face aux Soviétiques. La Tchécoslovaquie conserve son titre et devient la troisième équipe à remporter deux Championnats consécutifs.
Avec la participation de joueurs de la LNH, les dirigeants de l'IIHF commencent à craindre que les amateurs et les jeunes joueurs perdent leur place. Cela amène à l'officialisation du Championnat du monde des moins de 20 ans, organisé depuis 1974. Appelé couramment Championnat du monde junior, son format est calqué sur celui du Championnat du monde sénior mais est réservé aux joueurs âgés de moins de 20 ans.

#### Supériorité soviétique (1978-1987)
À partir de 1978, les Soviétiques remportent cinq titre consécutifs et restent invaincus en compétition entre 1981 et 1985. En 1983, ils remportent leur 19e titre mondial, égalant le record détenu par les Canadiens, et battent également leur record d'invincibilité en compétition. La domination et la qualité de la sélection d'URSS se reflète dans l'équipe d'étoiles du tournoi avec la présence de six joueurs soviétiques — le gardien Tretiak, les défenseurs Viatcheslav Fetissov et Alekseï Kassatonov, et les attaquants Vladimir Kroutov, Igor Larionov et Sergueï Makarov — la seule fois qu'un seul pays y est représenté. Durant cette période, le Canada glane ses premières médailles depuis son retour avec trois de bronze en 1978, 1982 et 1983. À la suite du Congrès de l'IIHF en 1978, les Championnats du monde ne se tiennent pas durant les années olympiques. En 1985, la Tchécoslovaquie se présente une fois pour mettre fin à la domination soviétique tandis que le Canada, emmené par Mario Lemieux, gagne face à l'URSS pour la première fois en compétition en 24 ans. Les Soviétiques se contentent du bronze et terminent le tournoi avec un match contre les Américains marqué par des comportements violents et résultant à la suspension d'entraîneurs et joueurs des deux camps ainsi que de l'arbitre. La Suède, finaliste de la Coupe Canada quelques mois auparavant, termine sixième, sa plus mauvaise performance depuis 1937. L'année suivante, l'Union soviétique reprend la couronne mondiale grâce à un but de Viatcheslav Bykov à cinq minutes de la fin lors de la rencontre décisive face aux Suédois. Battue par la Pologne et l'Allemagne de l'Ouest en ouverture du tournoi, la Tchécoslovaquie doit jouer la poule de maintien et manque de remporter une médaille mondiale pour la première fois depuis 1967,.
Le Championnat du monde 1987 organisé à Vienne est marqué par plusieurs controverses. Au début du tournoi, la sélection ouest-allemande comprend Miroslav Sikora, un attaquant germano-polonais qui a joué pour la Pologne lors du Championnat du monde junior 1977. Naturalisé Allemand, Sikora prend part aux trois premières parties pour son pays d'adoption, inscrivant un but lors de la victoire sur la Finlande. Après le match, les Finlandais déposent une réclamation, demandant que le résultat soit inversé car les Allemands ont utilisé un joueur non-éligible. Les joueurs ne peuvent alors changer d'équipe nationale au cours de leur carrière quelles que soient les circonstances et l'IIHF accède à la demande, donnant les deux points de la victoire à la Finlande. Irrités par cette décision, les dirigeants allemands déposent une plainte auprès de la justice autrichienne. Celle-ci soutient la position allemande et inverse la décision de l'IIHF, leur permettant de conserver les points gagnés sur la glace. Ces démêlés affectent le classement du tournoi. Si la Finlande avait obtenu gain de cause, elle se serait qualifiée pour la phase finale aux dépens de la Suède. Au lieu, elle dispute la poule de maintien, laissant ses voisins en route pour leur premier titre depuis 25 ans,. Le format du tournoi est également remis en cause car l'URSS, bien qu'étant la seule équipe invaincue du tournoi, termine deuxième tandis que la Suède, battue à trois reprises lors de la phase préliminaire, remporte la couronne mondiale à la différence de buts grâce à un large succès 9-0 sur le Canada.

#### Chute du Rideau de fer (1989-1992)
Avant 1989, les joueurs vivant en Union soviétique, en Tchécoslovaquie ou dans les autres pays derrière le Rideau de fer n'étaient pas autorisés à partir pour aller jouer en LNH. En mars 1989, Sergueï Priakhine devient le premier membre de la sélection soviétique à recevoir la permission de quitter pour l'Amérique du Nord. Plusieurs autres joueurs, tels que Larionov et Fetissov, souhaitent également jouer en LNH. Les autorités éventuellement acceptent de leur donner la permission s'ils disputent un dernier tournoi avec l'équipe nationale. Les joueurs acceptent et mènent l'URSS à son 21e titre mondial. Peu de temps après, les joueurs soviétiques commencent à débarquer en LNH parmi lesquels la « Ligne verte » : Fetissov, Kassatonov, Kroutov, Larionov et Makarov. L'année suivante, la sélection soviétique, bien que démunie de certaines de ses vedettes, conserve sa couronne, la dernière qu'elle remporte. En 1991, Mats Sundin, premier européen sélectionné en première position d'un repêchage d'entrée dans la LNH, mène la Suède au titre mondial. Les Soviétiques se contentent du bronze, leur dernière médaille mondiale, mais s'adjugent le titre européen, décerné pour la dernière fois.
L'URSS se dissout en décembre 1991. Neuf anciennes républiques soviétiques deviennent membres de l'IIHF et commencent à participer aux compétitions internationales parmi lesquelles la Biélorussie, le Kazakhstan, la Lettonie et l'Ukraine. La Russie est désignée comme successeur de l'URSS. Avec l'afflux de nouvelles équipes, l'IIHF passe le Championnat du monde de huit à douze participants. Entre 1963 et 1991, seules quatre équipes ont remporté une médaille mondiale : l'Union soviétique, la Tchécoslovaquie qui ne manquent que trois podiums durant cette période, la Suède et le Canada. Les Soviétiques ont gagné à chacune de leurs 34 participations en Championnat du monde entre 1954 et 1991. En 1992, la Suède remporte son second titre consécutif en battant en finale la Finlande, qui gagne sa première médaille mondiale dans la compétition. Devant son public, la Tchécoslovaquie s'adjugent le bronze aux dépens des Suisses, le dernier podium avant la partition du pays quelques mois plus tard.

### Ère contemporaine (depuis 1993)

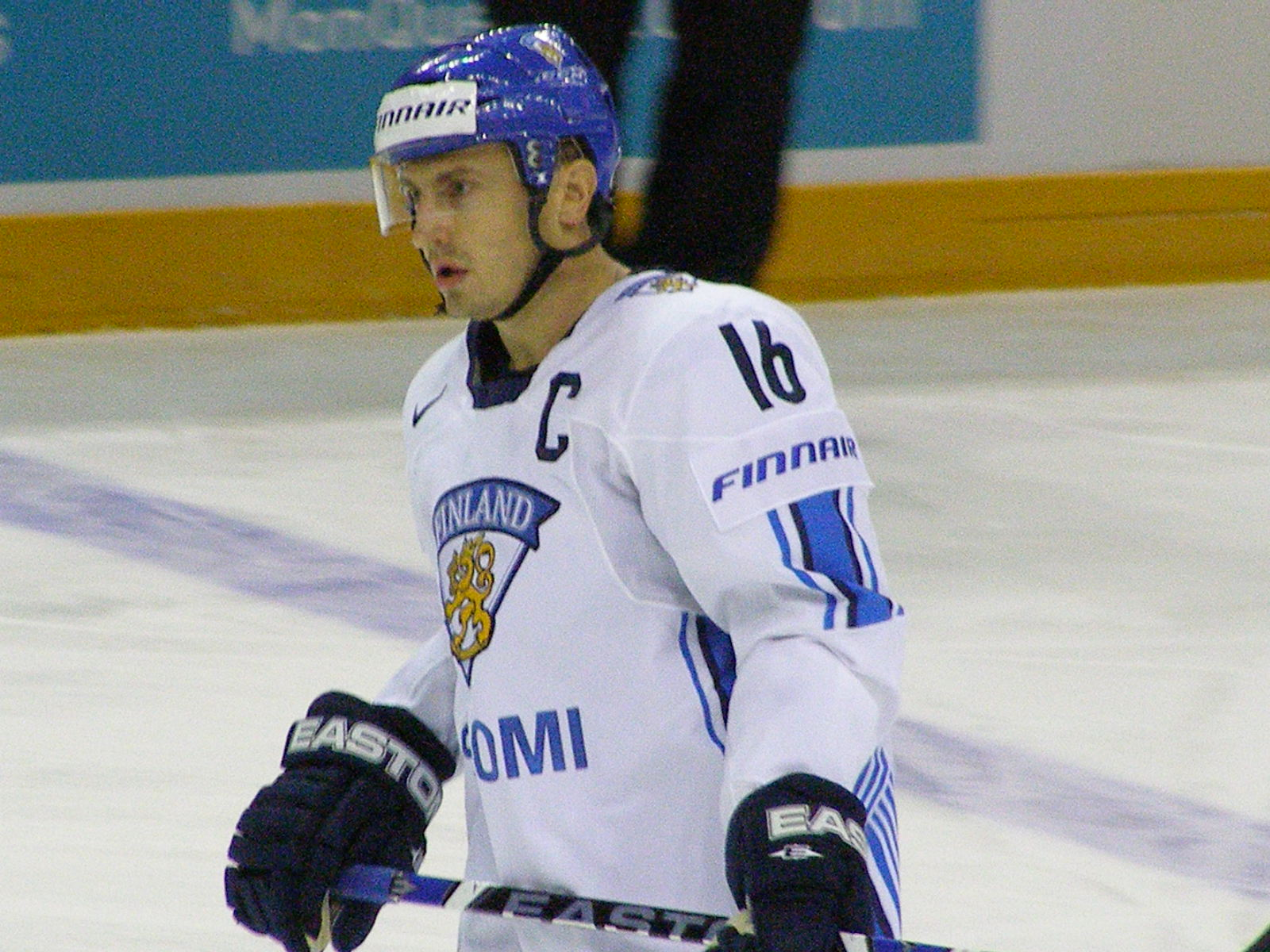
Auteur de trois buts et d'une aide lors de la finale, Ville Peltonen (ici en 2008) offre à la Finlande son premier titre mondial en 1995.

En janvier 1993, la Tchécoslovaquie est dissoute et remplacée par deux nouveaux États, la République tchèque et la Slovaquie. La sélection tchèque est alors reconnue par l'IIHF comme successeur de la précédente entité et conserve ainsi sa place dans l'élite mondiale. La Slovaquie doit quant à elle repartir en 1994 dans le Groupe C et gagner sa place parmi l'élite. Suivant cela, la décennie qui suit est dominée par le « Big Six » : le Canada, les États-Unis, la Finlande, la République tchèque, la Russie et la Suède. De 1992 à 1996, cinq équipes différentes s'adjugent le titre mondial. En 1993, la Russie remporte son premier titre en tant que nation indépendante tandis que les Tchèques gagnent leur première médaille avec le bronze. L'année suivante, le Canada reste invaincu durant le tour préliminaire puis bat la Finlande en finale, remportant ainsi sa première couronne mondiale depuis 1961. Comptant Saku Koivu, Ville Peltonen et Jere Lehtinen comme atouts offensifs, la sélection finlandaise enlève son premier titre lors Championnat du monde 1995 face aux hôtes suédois en finale. Cette même année, la Slovaquie, emmenée par Peter Šťastný qui dispute alors les derniers matchs de sa carrière, remporte le Groupe B et est promue dans le Groupe élite où elle évolue depuis. En 1996, la République tchèque gagne à son tour son premier Championnat en tant que pays séparé. Durant cette période, les États-Unis sont le seul pays du « Big Six » à ne pas remporter le tournoi, bien qu'ils s'adjugent la Coupe du monde 1996 qui remplace la Coupe Canada. Durant les années 1990, plusieurs nouvelles équipes issues du bloc soviétique s'installent dans l'élite mondiale tandis que des nations traditionnelles tels que l'Autriche, l'Italie et la Suisse sont mis en danger de relégation dans le Groupe B. L'IIHF, craignant de perdre des recettes publicitaires le cas échéant, décide d'accroitre le nombre de participants dans le Groupe A de 12 à 16 à partir de 1998.
Entre 1996 et 2001, les Tchèques terminent chaque année sur le podium, remportant notamment trois titres consécutifs de 1999 à 2001, auxquels s'ajoute l'or olympique en 1998. De nouveau favori en 2002, ils sont cependant surpris par la Russie en quarts de finale. Lors de la finale, le Slovaque Peter Bondra inscrit le but vainqueur à deux minute de la fin et offre à son pays sa première couronne mondiale aux dépens des Russes. Lors du tournoi 2003, la Suède réalise l'une des plus grandes remontées de l'histoire de la compétition, revenant d'un retard de 1-5 pour une victoire finale 6-5 lors du quart de finale face à la Finlande. Elle affronte ensuite le Canada en finale dont la partie se décide en prolongation. Anson Carter inscrit le but décisif après 13 minutes de jeu mais l'action est passée en revue pendant six minutes afin de déterminer si le palet a bien passer la ligne. Les deux équipes se retrouvent en finale un an plus tard, les Canadiens s'imposant une nouvelle fois.

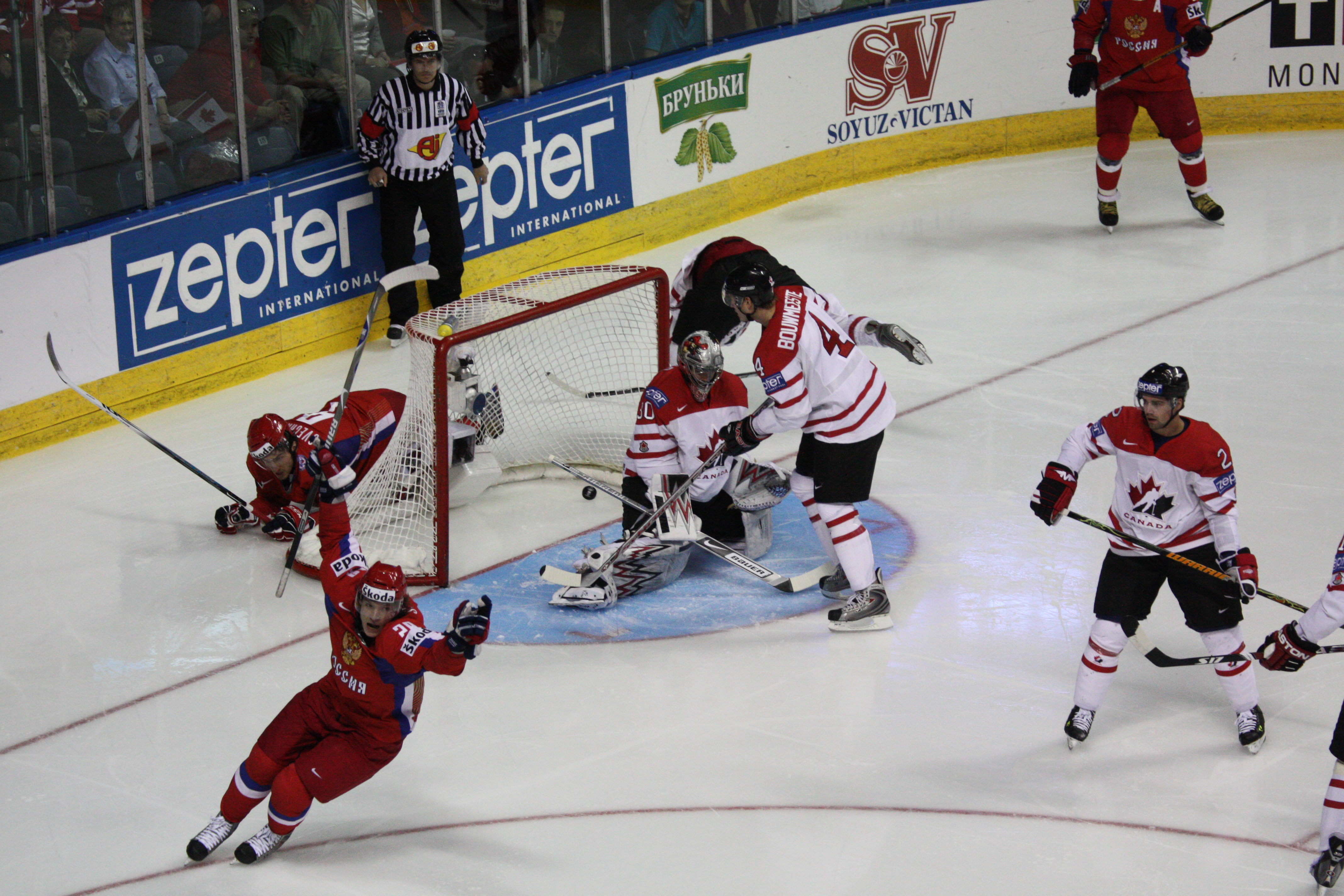
Aleksandr Siomine ouvre le score pour la Russie face au Canada lors de la finale du Championnat du monde 2008.

La saison 2004-2005 de la LNH est annulée en raison du lock-out à la suite de la dispute entre la ligue et les joueurs. L'édition 2005 du Championnat du monde, qui rassemble plus de grands joueurs qu'à l'accoutumé, est remporté par la République tchèque. Trois mois après son succès aux Jeux olympiques, la Suède domine les tenants du titre en finale du Mondial 2006 et devient la première équipe à remporter les deux tournois séparément la même année. Lors du Championnat du monde 2007 organisé en Russie, le Canada domine la Finlande et s'adjuge le titre. L'année suivante, à l'occasion du centenaire de l'IIHF, le tournoi est organisé pour la première fois au Canada avec Québec et Halifax comme villes hôtes. La Russie s'impose en prolongation aux dépens du pays organisateur et remporte son premier titre après 15 ans d'attente. Les Russes défendent avec succès leur titre face au même adversaire en 2009. Cette même année, Paul Kelly, directeur de l'Association des joueurs de la LNH, propose d'organiser le Championnat du monde tous les deux ans et que la ligue pourrait faire une pause afin de permettre à tous les joueurs de participer. Le président de l'IIHF René Fasel répond alors que la fédération a des contrats télévisuels pour le tournoi à satisfaire ainsi que des accords avec des pays hôtes pour les années à venir. De plus, il déclare qu'un tel changement serait difficile à mettre en place.

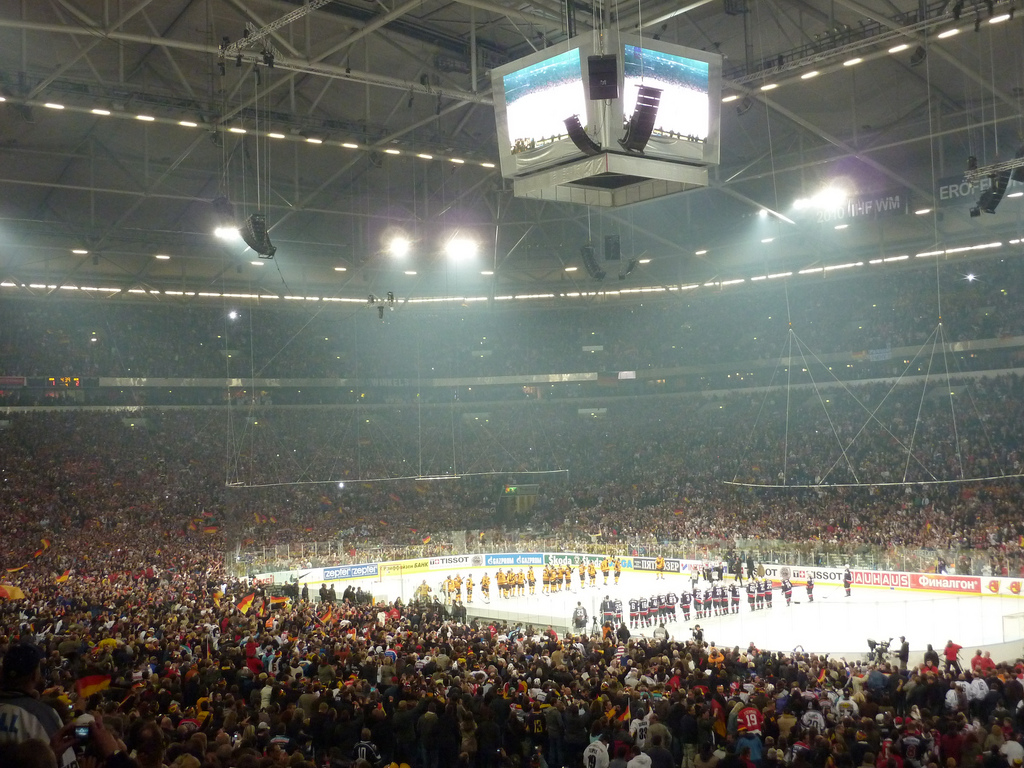
Un nouveau record du monde d'affluence est établi au Veltins-Arena de Gelsenkirchen lors du match d'ouverture du Championnat du monde 2010 avec 77803 spectateurs.

Le Championnat du monde 2010 se déroule en Allemagne. Le match d'ouverture opposant le pays hôte aux États-Unis se tient le 7 mai au Veltins-Arena de Gelsenkirchen et est suivi par 77 803 spectateurs, établissant un nouveau record du monde d'affluence pour une partie de hockey,. Le tournoi est marqué par quelques résultats surprenants pendant les phases de groupe parmi lesquels la première victoire suisse sur le Canada en Championnat du monde, la Norvège s'imposant sur les Tchèques, et celles du Danemark sur la Finlande et les États-Unis en route pour leur première qualification en quarts de finale. La sélection allemande n'est pas en reste non plus. 15e lors de l'édition précédente et n'évitant la relégation que du fait d'être pays organisateur pour le tournoi 2010, les hôtes atteignent le dernier carré pour la première fois depuis l'introduction d'une phase finale. Ils se classent finalement quatrième suivant leur défaite face à la Suède lors du match pour la médaille de bronze. Les Tchèques dominent les double tenants du titre en finale, mettant fin à une série de 27 victoires consécutives pour les Russes.

### Après la guerre froide
Au début des années 1990, la chute de l'Union soviétique, qui domina les trois dernières décennies, succédant au Canada, et la partition de la Tchécoslovaquie, qui gagna la plupart des années où l'URSS ne le fit pas, provoquent un chamboulement important au niveau du hockey international, pour deux raisons :
1. Les joueurs originaires d'URSS et de Tchécoslovaquie ont maintenant la liberté de jouer au sein de la LNH. De ce fait, beaucoup des meilleurs joueurs européens ne peuvent plus participer au championnat pour leur pays, étant liés sous contrat avec la LNH pendant cette période.
2. Les pays provenant de l'URSS et de la Tchécoslovaquie, c'est-à-dire la Russie et la République tchèque, ont moins de joueurs talentueux à leur disposition.

L'éclatement de l'URSS et de la Tchécoslovaquie posent un nouveau défi pour la Fédération : beaucoup de nouvelles équipes nationales, comme la Biélorussie, la République tchèque, le Kazakhstan, la Lettonie, la Russie ou la Slovaquie veulent participer aux championnats du monde au plus haut niveau, le Groupe A. L'IIHF décide tout d'abord d'autoriser la Russie et la République tchèque à entrer directement dans le groupe élite, les autres atterrissant dans le Groupe C. Il apparaît alors que beaucoup de ces nouvelles équipes sont meilleures que certaines du Groupe A. On court alors le risque de voir des pays, traditionnellement établis au plus haut niveau, être rétrogradés par ces nouvelles équipes. La IIHF, dépendant des recettes publicitaires de ces pays, décide donc d'augmenter le nombre d'équipes dans le Groupe A, afin de contenter à la fois les anciennes équipes de ce groupe et les nouvelles.
Récemment, les deux nations provenant de l'ancienne Tchécoslovaquie ont obtenu de bons résultats au niveau international, remportant quatre championnats de suite entre 1999 et 2002, les trois premiers par la République tchèque et le dernier par la Slovaquie (la République tchèque a également remporté la médaille d'or aux Jeux olympiques de 1998 à Nagano et l'édition 2005 des championnats du monde).
Le Canada est revenu depuis peu au premier plan, en remportant les championnats de 2003, 2004 et 2007 (ainsi que la médaille d'or aux jeux de 2002 et à la coupe du monde de hockey 2004).

### La malédiction
Depuis 1986, aucun pays organisateur n'avait réussi à remporter les championnats du monde à domicile, y compris les équipes favorites. Les derniers exemples en date étaient la Russie en 2007 et le Canada en 2008. Ce phénomène surprenant a été nommé de façon dramatique malédiction du pays hôte ou home ice curse en anglais.
La malédiction prit fin le 19 mai 2013 avec la victoire de la Suède lors du championnat du monde organisé en collaboration avec la Finlande. La finale en question s'est déroulée au Ericsson Globe de Stockholm, l'équipe nationale de Suède était alors opposée à la Suisse qui s'est inclinée sur le score de 5-1.

## Organisation
Dans sa forme moderne, un championnat du monde regroupe un minimum de 40 équipes : 16 dans la Division élite qui regroupe les meilleures nations, puis 6 dans chaque division inférieure : IA, IB, IIA et IIB, IIIA, etc.

### Division Élite
La division élite regroupe 16 équipes, divisées en 2 groupes (8 équipes chacun).
Lors du tour préliminaire, chaque équipe affronte une fois les équipes situées dans le même groupe (7 matchs par équipe). À l'issue de cette phase, le dernier de chaque groupe est relégué au niveau inférieur (Division IA), sauf s'il est l'organisateur de l'édition suivante. Les quatre premières équipes de chaque groupe se rencontrent en quarts de finale croisés (1er du groupe A contre 4e du groupe B, 2e du groupe A contre 3e du groupe B, etc.).
Les vainqueurs avancent en demi-finales, puis les vainqueurs des demi-finales s'affrontent pour la médaille d'or, les perdants s'affrontant eux pour la médaille de bronze.

### Division IA
Les équipes sont placées dans un groupe unique de six. Chaque équipe affronte les autres une fois (5 matches) et les deux premières sont promues en division élite tandis que la moins bonne est reléguée en division IB.

### Autres divisions
Les autres divisions (IB, IIA, IIB, IIIA, IIIB, etc.) comprennent chacune 6 équipes et sont organisées de façon similaire : chaque équipe rencontre les autres une fois (5 matches) ; la meilleure est promue en division supérieure tandis que la moins bonne est reléguée dans la division inférieure.
Le fonctionnement des divisions les plus basses dépend du nombre d'équipes engagées, lequel varie d'une année à l'autre. À titre d'exemple, voici l'organisation pour certaines d'entre elles :
- 2018 : division III à 6 équipes et division QIII à 4 équipes ;
- 2019 : division III à 6 équipes et division QIII à 6 équipes ;
- 2020 : division IIIA à 6 équipes, division IIIB à 4 équipes et division IV à 4 équipes ;
- 2021 : division IIIA à 6 équipes, division IIIB à 4 équipes et division IV à 5 équipes ;
- 2022 : division IIIA à 6 équipes, division IIIB à 4 équipes et division IV à 6 équipes ;
- 2023 et 2024 : division IIIA et IIIB à 6 équipes, division IV à 4 équipes.

## Palmarès
Les résultats des championnats du monde sont présentés dans le tableau ci-dessous.
- jusqu'en 1968, il n'y avait pas de Championnat du monde les années olympiques. Le tournoi olympique de hockey sur glace faisait alors office de championnat du monde.

| Année                                                 | Or                                                                | Argent                                                            | Bronze                                                            | Lieu(x)                                                           |
| ----------------------------------------------------- | ----------------------------------------------------------------- | ----------------------------------------------------------------- | ----------------------------------------------------------------- | ----------------------------------------------------------------- |
| 1920                                                  | Canada                                                            | États-Unis                                                        | Tchécoslovaquie                                                   | Anvers (Belgique)                                                 |
| 1924                                                  | Canada                                                            | États-Unis                                                        | Grande-Bretagne                                                   | Chamonix (France)                                                 |
| 1928                                                  | Canada                                                            | Suède                                                             | Suisse                                                            | Saint-Moritz (Suisse)                                             |
| 1930                                                  | Canada                                                            | Allemagne                                                         | Suisse                                                            | Chamonix (France), Vienne (Autriche) et Berlin (Allemagne)        |
| 1931                                                  | Canada                                                            | États-Unis                                                        | Autriche                                                          | Krynica (Pologne)                                                 |
| 1932                                                  | Canada                                                            | États-Unis                                                        | Allemagne                                                         | Lake Placid (États-Unis)                                          |
| 1933                                                  | États-Unis                                                        | Canada                                                            | Tchécoslovaquie                                                   | Prague (Tchécoslovaquie)                                          |
| 1934                                                  | Canada                                                            | États-Unis                                                        | Allemagne                                                         | Milan (Italie)                                                    |
| 1935                                                  | Canada                                                            | Suisse                                                            | Grande-Bretagne                                                   | Davos (Suisse)                                                    |
| 1936                                                  | Grande-Bretagne                                                   | Canada                                                            | États-Unis                                                        | Garmisch-Partenkirchen (Allemagne)                                |
| 1937                                                  | Canada                                                            | Grande-Bretagne                                                   | Suisse                                                            | Londres (Royaume-Uni)                                             |
| 1938                                                  | Canada                                                            | Grande-Bretagne                                                   | Tchécoslovaquie                                                   | Prague (Tchécoslovaquie)                                          |
| 1939                                                  | Canada                                                            | États-Unis                                                        | Suisse                                                            | Zurich et Bâle (Suisse)                                           |
| Aucun championnat 1940-1946 (Seconde Guerre mondiale) |                                                                   |                                                                   |                                                                   |                                                                   |
| 1947                                                  | Tchécoslovaquie                                                   | Suède                                                             | Autriche                                                          | Prague (Tchécoslovaquie)                                          |
| 1948                                                  | Canada                                                            | Tchécoslovaquie                                                   | Suisse                                                            | Saint-Moritz (Suisse)                                             |
| 1949                                                  | Tchécoslovaquie                                                   | Canada                                                            | États-Unis                                                        | Stockholm (Suède)                                                 |
| 1950                                                  | Canada                                                            | États-Unis                                                        | Suisse                                                            | Londres (Royaume-Uni)                                             |
| 1951                                                  | Canada                                                            | Suède                                                             | Suisse                                                            | Paris (France)                                                    |
| 1952                                                  | Canada                                                            | États-Unis                                                        | Suède                                                             | Oslo (Norvège)                                                    |
| 1953                                                  | Suède                                                             | RFA                                                               | Suisse                                                            | Zurich et Bâle (Suisse)                                           |
| 1954                                                  | Union soviétique                                                  | Canada                                                            | Suède                                                             | Stockholm (Suède)                                                 |
| 1955                                                  | Canada                                                            | Union soviétique                                                  | Tchécoslovaquie                                                   | Krefeld, Dortmund, Cologne et Düsseldorf (Allemagne)              |
| 1956                                                  | Union soviétique                                                  | États-Unis                                                        | Canada                                                            | Cortina d'Ampezzo (Italie)                                        |
| 1957                                                  | Suède                                                             | Union soviétique                                                  | Tchécoslovaquie                                                   | Moscou (URSS)                                                     |
| 1958                                                  | Canada                                                            | Union soviétique                                                  | Suède                                                             | Oslo (Norvège)                                                    |
| 1959                                                  | Canada                                                            | Union soviétique                                                  | Tchécoslovaquie                                                   | Prague (Tchécoslovaquie)                                          |
| 1960                                                  | États-Unis                                                        | Canada                                                            | Union soviétique                                                  | Squaw Valley (États-Unis)                                         |
| 1961                                                  | Canada                                                            | Tchécoslovaquie                                                   | Union soviétique                                                  | Genève et Lausanne (Suisse)                                       |
| 1962                                                  | Suède                                                             | Canada                                                            | États-Unis                                                        | Denver (États-Unis)                                               |
| 1963                                                  | Union soviétique                                                  | Suède                                                             | Tchécoslovaquie                                                   | Stockholm (Suède)                                                 |
| 1964                                                  | Union soviétique                                                  | Suède                                                             | Tchécoslovaquie                                                   | Innsbruck (Autriche)                                              |
| 1965                                                  | Union soviétique                                                  | Tchécoslovaquie                                                   | Suède                                                             | Tampere (Finlande)                                                |
| 1966                                                  | Union soviétique                                                  | Tchécoslovaquie                                                   | Canada                                                            | Ljubljana (Yougoslavie)                                           |
| 1967                                                  | Union soviétique                                                  | Suède                                                             | Canada                                                            | Vienne (Autriche)                                                 |
| 1968                                                  | Union soviétique                                                  | Tchécoslovaquie                                                   | Canada                                                            | Grenoble (France)                                                 |
| 1969                                                  | Union soviétique                                                  | Suède                                                             | Tchécoslovaquie                                                   | Stockholm (Suède)                                                 |
| 1970                                                  | Union soviétique                                                  | Suède                                                             | Tchécoslovaquie                                                   | Stockholm (Suède)                                                 |
| 1971                                                  | Union soviétique                                                  | Tchécoslovaquie                                                   | Suède                                                             | Berne et Genève (Suisse)                                          |
| 1972                                                  | Tchécoslovaquie                                                   | Union soviétique                                                  | Suède                                                             | Prague (Tchécoslovaquie)                                          |
| 1973                                                  | Union soviétique                                                  | Suède                                                             | Tchécoslovaquie                                                   | Moscou (URSS)                                                     |
| 1974                                                  | Union soviétique                                                  | Tchécoslovaquie                                                   | Suède                                                             | Helsinki (Finlande)                                               |
| 1975                                                  | Union soviétique                                                  | Tchécoslovaquie                                                   | Suède                                                             | Munich et Düsseldorf (Allemagne)                                  |
| 1976                                                  | Tchécoslovaquie                                                   | Union soviétique                                                  | Suède                                                             | Katowice (Pologne)                                                |
| 1977                                                  | Tchécoslovaquie                                                   | Suède                                                             | Union soviétique                                                  | Vienne (Autriche)                                                 |
| 1978                                                  | Union soviétique                                                  | Tchécoslovaquie                                                   | Canada                                                            | Prague (Tchécoslovaquie)                                          |
| 1979                                                  | Union soviétique                                                  | Tchécoslovaquie                                                   | Suède                                                             | Moscou (URSS)                                                     |
| 1980                                                  | Pas de championnat du monde en raison des Jeux olympiques d'hiver | Pas de championnat du monde en raison des Jeux olympiques d'hiver | Pas de championnat du monde en raison des Jeux olympiques d'hiver | Pas de championnat du monde en raison des Jeux olympiques d'hiver |
| 1981                                                  | Union soviétique                                                  | Suède                                                             | Tchécoslovaquie                                                   | Göteborg et Stockholm (Suède)                                     |
| 1982                                                  | Union soviétique                                                  | Tchécoslovaquie                                                   | Canada                                                            | Helsinki et Tampere (Finlande)                                    |
| 1983                                                  | Union soviétique                                                  | Tchécoslovaquie                                                   | Canada                                                            | Düsseldorf, Dortmund et Munich (Allemagne)                        |
| 1984                                                  | Pas de championnat du monde en raison des Jeux olympiques d'hiver | Pas de championnat du monde en raison des Jeux olympiques d'hiver | Pas de championnat du monde en raison des Jeux olympiques d'hiver | Pas de championnat du monde en raison des Jeux olympiques d'hiver |
| 1985                                                  | Tchécoslovaquie                                                   | Canada                                                            | Union soviétique                                                  | Prague (Tchécoslovaquie)                                          |
| 1986                                                  | Union soviétique                                                  | Suède                                                             | Canada                                                            | Moscou (URSS)                                                     |
| 1987                                                  | Suède                                                             | Union soviétique                                                  | Tchécoslovaquie                                                   | Vienne (Autriche)                                                 |
| 1988                                                  | Pas de championnat du monde en raison des Jeux olympiques d'hiver | Pas de championnat du monde en raison des Jeux olympiques d'hiver | Pas de championnat du monde en raison des Jeux olympiques d'hiver | Pas de championnat du monde en raison des Jeux olympiques d'hiver |
| 1989                                                  | Union soviétique                                                  | Canada                                                            | Tchécoslovaquie                                                   | Stockholm et Södertälje (Suède)                                   |
| 1990                                                  | Union soviétique                                                  | Suède                                                             | Tchécoslovaquie                                                   | Berne et Fribourg (Suisse)                                        |
| 1991                                                  | Suède                                                             | Canada                                                            | Union soviétique                                                  | Turku, Helsinki et Tampere (Finlande)                             |
| 1992                                                  | Suède                                                             | Finlande                                                          | Tchécoslovaquie                                                   | Prague et Bratislava (Tchécoslovaquie)                            |
| 1993                                                  | Russie                                                            | Suède                                                             | Tchéquie                                                          | Dortmund et Munich (Allemagne)                                    |
| 1994                                                  | Canada                                                            | Finlande                                                          | Suède                                                             | Bolzano, Canazei et Milan (Italie)                                |
| 1995                                                  | Finlande                                                          | Suède                                                             | Canada                                                            | Stockholm et Gävle (Suède)                                        |
| 1996                                                  | Tchéquie                                                          | Canada                                                            | États-Unis                                                        | Vienne (Autriche)                                                 |
| 1997                                                  | Canada                                                            | Suède                                                             | Tchéquie                                                          | Helsinki, Turku et Tampere (Finlande)                             |
| 1998                                                  | Suède                                                             | Finlande                                                          | Tchéquie                                                          | Zurich et Bâle (Suisse)                                           |
| 1999                                                  | Tchéquie                                                          | Finlande                                                          | Suède                                                             | Oslo, Lillehammer et Hamar (Norvège)                              |
| 2000                                                  | Tchéquie                                                          | Slovaquie                                                         | Finlande                                                          | Saint-Pétersbourg (Russie)                                        |
| 2001                                                  | Tchéquie                                                          | Finlande                                                          | Suède                                                             | Cologne, Hanovre et Nuremberg (Allemagne)                         |
| 2002                                                  | Slovaquie                                                         | Russie                                                            | Suède                                                             | Göteborg, Karlstad et Jönköping (Suède)                           |
| 2003                                                  | Canada                                                            | Suède                                                             | Slovaquie                                                         | Helsinki, Tampere et Turku (Finlande)                             |
| 2004                                                  | Canada                                                            | Suède                                                             | États-Unis                                                        | Prague et Ostrava (Tchéquie)                                      |
| 2005                                                  | Tchéquie                                                          | Canada                                                            | Russie                                                            | Innsbruck et Vienne (Autriche)                                    |
| 2006                                                  | Suède                                                             | Tchéquie                                                          | Finlande                                                          | Riga (Lettonie)                                                   |
| 2007                                                  | Canada                                                            | Finlande                                                          | Russie                                                            | Mytichtchi et Moscou (Russie)                                     |
| 2008                                                  | Russie                                                            | Canada                                                            | Finlande                                                          | Halifax et Québec (Canada)                                        |
| 2009                                                  | Russie                                                            | Canada                                                            | Suède                                                             | Berne et Kloten (Suisse)                                          |
| 2010                                                  | Tchéquie                                                          | Russie                                                            | Suède                                                             | Cologne et Mannheim (Allemagne)                                   |
| 2011                                                  | Finlande                                                          | Suède                                                             | Tchéquie                                                          | Bratislava et Košice (Slovaquie)                                  |
| 2012                                                  | Russie                                                            | Slovaquie                                                         | Tchéquie                                                          | Helsinki (Finlande) et Stockholm (Suède)                          |
| 2013                                                  | Suède                                                             | Suisse                                                            | États-Unis                                                        | Stockholm (Suède) et Helsinki (Finlande)                          |
| 2014                                                  | Russie                                                            | Finlande                                                          | Suède                                                             | Minsk (Biélorussie)                                               |
| 2015                                                  | Canada                                                            | Russie                                                            | États-Unis                                                        | Prague et Ostrava (Tchéquie)                                      |
| 2016                                                  | Canada                                                            | Finlande                                                          | Russie                                                            | Moscou et Saint-Pétersbourg (Russie)                              |
| 2017                                                  | Suède                                                             | Canada                                                            | Russie                                                            | Cologne (Allemagne) et Paris (France)                             |
| 2018                                                  | Suède                                                             | Suisse                                                            | États-Unis                                                        | Copenhague et Herning (Danemark)                                  |
| 2019                                                  | Finlande                                                          | Canada                                                            | Russie                                                            | Bratislava et Košice (Slovaquie)                                  |
| 2020                                                  | Pas de compétition en raison de la pandémie de Covid-19           | Pas de compétition en raison de la pandémie de Covid-19           | Pas de compétition en raison de la pandémie de Covid-19           | Zurich et Lausanne (Suisse)                                       |
| 2021                                                  | Canada                                                            | Finlande                                                          | États-Unis                                                        | Riga (Lettonie)                                                   |
| 2022                                                  | Finlande                                                          | Canada                                                            | Tchéquie                                                          | Tampere et Helsinki (Finlande)                                    |
| 2023                                                  | Canada                                                            | Allemagne                                                         | Lettonie                                                          | Tampere (Finlande) et Riga (Lettonie)                             |
| 2024                                                  | Tchéquie                                                          | Suisse                                                            | Suède                                                             | Prague et Ostrava (Tchéquie)                                      |
| 2025                                                  | États-Unis                                                        | Suisse                                                            | Suède                                                             | Stockholm (Suède) et Herning (Danemark)                           |
| 2026                                                  |                                                                   |                                                                   |                                                                   | Zurich et Fribourg (Suisse)                                       |
| 2027                                                  |                                                                   |                                                                   |                                                                   | Düsseldorf et Mannheim (Allemagne)                                |
| 2028                                                  |                                                                   |                                                                   |                                                                   | Paris et Lyon (France)                                            |

## Table des médailles
| Rang | Nation                         | Or      | Argent  | Bronze  | Médailles |
| ---- | ------------------------------ | ------- | ------- | ------- | --------- |
| 1    | Canada                         | 28      | 17      | 9       | 54        |
| 2    | Russie Union soviétique Total  | 5 22 27 | 3 7 10  | 5 10    | 13 34 47  |
| 3    | Tchéquie Tchécoslovaquie Total | 7 6 13  | 1 12 13 | 6 16 23 | 14 34 48  |
| 4    | Suède                          | 11      | 19      | 19      | 49        |
| 5    | Finlande                       | 4       | 9       | 3       | 16        |
| 6    | États-Unis                     | 3       | 9       | 9       | 21        |
| 7    | Grande-Bretagne                | 1       | 2       | 2       | 5         |
| 8    | Slovaquie                      | 1       | 2       | 1       | 4         |
| 9    | Suisse                         | 0       | 5       | 8       | 13        |
| 10   | Allemagne R.F.A. Total         | 0       | 2 1 3   | 2 0 2   | 4 1 5     |
| 11   | Autriche                       | 0       | 0       | 2       | 2         |
| 12   | Lettonie                       | 0       | 0       | 1       | 1         |

Mise à jour : après le CM 2025

## Records
- Plus grand écart de buts : le 12 février 1949, le Canada bat le Danemark sur la marque de 47 à 0[130].
- Plus grand nombre de buts : le 12 février 1949, le Canada bat le Danemark sur la marque de 47 à 0[130].
- Buteur le plus âgé : en 2015, à 43 ans, 2 mois et 15 jours, le Tchèque Jaromír Jágr devient le buteur le plus âgé lors d'un championnat du monde.